# Symfony
Symfony — відкритий каркас вебзастосунків, написаний на PHP, і набір багаторазових компонентів/бібліотек для найзагальніших вебзадач. Випускається під ліцензією МІТ. Symfony є вільним програмним забезпеченням. Вебсайт першої версії symfony-project.com був запущений 18 жовтня 2005 року.
Symfony не варто плутати із Symphony CMS відкритої XML/XSLT CMS.

## Мета
Symfony спрямований на прискорення створення та підтримки вебзастосунків, а також для уникнення витрат часу для розв'язування тривіальних задач у розробці (наприклад, написання валідаторів форм).
Для встановлення Symfony необхідний Unix, Linux, Mac OS чи Windows із вебсервером та встановленим PHP 7. Symfony сумісний із такими об'єктно-реляційними відображеннями, як Doctrine та Propel.
За допомогою акселератора PHP Symfony збільшує продуктивність та зменшує навантаження на сервер.
Symfony ставить за мету дати розробникам повний контроль над конфігурацією: майже все можливо налаштувати, від структури каталогів до сторонніх бібліотек.

## Технічна сторона
Symfony використовує шаблон проєктування модель-вид-контролер. Розробників Symfony надихнули такі фреймворки, як Ruby on Rails, Django та Spring Framework.
Symfony може використовувати існуючі відкриті PHP проєкти, як частину фреймворка, серед них
- Propel або Doctrine, як ORM шар
- PDO Database abstraction layer[en] (1.1, із Doctrine та Propel)
- PHPUnit, unit-тести
- Twig, обробник шаблонів
- Swift Mailer, бібліотека для роботи з e-mail

Також Symfony може використовувати свої власні компоненти, які доступні на сайті Symfony компонентів
- Symfony YAML, yaml парсер, який базується на Spyc
- Symfony Event Dispacher
- Symfony Dependency Injector
- Symfony Templating

Використовуючи систему плагінів, Symfony може підтримувати JavaScript фреймворків та багато інших PHP проєктів:
- Prototype або jQuery, як JavaScript фреймворки
- script.aculo.us, для візуальних ефектів
- PHP Less [Архівовано 19 лютого 2010 у Wayback Machine.], CSS-парсер, який базується на Less [Архівовано 19 січня 2022 у Wayback Machine.]
- TinyMCE або CKEditor, просунуті текстові редактори
- TCPDF, PHP для генерування PDF документів.

Ще однією перевагою Symfony є наявність генераторів, за допомогою яких значно пришвидшується розробка.
Підтримує велику кількість баз даних, серед яких MySQL, Oracle, PostgreSQL, SQLite, Microsoft SQL Server, MongoDB тощо.
Серед можливостей: інструменти для локалізації та інтернаціоналізації, unit-тестування, БД-абстракції, smart-URL, Debug Toolbar, development та production режими, form framework.
Відрізняється доволі якісною документацією та великою спільнотою.

## Популярні сторонні бібліотеки
- SonataAdminBundle [Архівовано 1 червня 2014 у Wayback Machine.], адміністраторський інтерфейс. Використовує Twitter Bootstrap.
- FOSUserBundle [Архівовано 11 серпня 2013 у Wayback Machine.], популярний бандл, який містить у собі готові рішення для найважливіших функцій роботи з користувачами (реєстрація, редагування профіля, відновлення пароля, тощо).
- KnpPaginatorBundle [Архівовано 10 жовтня 2013 у Wayback Machine.], надає можливість сортувати та розбивати на сторінки будьяку інформацію, включаючи виборку з бази даних.
- HWIOAuthBundle [Архівовано 6 вересня 2013 у Wayback Machine.], додає можливість автентифікації за допомогою OAuth1.0a або OAuth2. Містить підтримку понад 20 різноманітних провайдерів.

## Версії
| Колір     | Значення                      |
| --------- | ----------------------------- |
| Червоний  | Реліз більше не підтримується |
| Зелений   | Підтримується                 |
| Синюватий | Майбутній реліз               |

| Версія | Дата виходу   | Підтримка | Версія PHP | Закінчення підтримки | Примітка                                                          |
| ------ | ------------- | --------- | ---------- | -------------------- | ----------------------------------------------------------------- |
| 1.0    | Січень 2007   | 3 роки    | >= 5.0     | Січень 2010          |                                                                   |
| 1.1    | Червень 2008  | 1 рік     | >= 5.1     | Червень 2009         | Патчі, що пов'язані із безпекою будуть випускатись до червня 2010 |
| 1.2    | Грудень 2008  | 1 рік     | >= 5.2     | Грудень 2009         |                                                                   |
| 1.3    | Листопад 2009 | 1 рік     | >= 5.2.4   | Листопад 2010        |                                                                   |
| 1.4    | Листопад 2009 | 3 роки    | >= 5.2.4   | Січень 2013          | 1.4 ідентична 1.3, але непідтримує 1.3 застралі функції.          |
| 2.0    | Липень 2011   |           | >= 5.3.2   | Березень 2013        | Останнім релізом 2.0.х гілки був 2.0.23                           |
| 2.1    | Вересень 2012 | 8 місяців | >= 5.3.3   | Червень 2013         |                                                                   |
| 2.2    | Березень 2013 | 8 місяців | >= 5.3.3   | Листопад 2013        |                                                                   |
| 2.3    | Червень 2013  | 3 роки    | ≥ 5.3.3    | Травень 2016         | Перший реліз 2 версії фреймворка із довготривалою підтримкою      |
| 2.4    | Листопад 2013 | 8 місяців | ≥ 5.3.3    | Липень 2014          | Перший реліз 2.х гілки зі зворотною сумісністю                    |
| 2.5    | Травень 2014  | 8 місяців | ≥ 5.3.3    | Січень 2015          |                                                                   |
| 2.6    | Листопад 2014 | 8 місяців | ≥ 5.3.3    | Липень 2015          |                                                                   |
| 2.7    | Травень 2015  | 3 роки    | ≥ 5.3.9    | Травень 2018         | LTS випуск.                                                       |
| 2.8    | Листопад 2015 | 3 роки    | ≥ 5.3.9    | Листопад 2018        | LTS випуск.                                                       |
| 3.0    | Листопад 2015 | 8 місяців | ≥ 5.5.9    | Липень 2016          |                                                                   |
| 3.1    | Травень 2016  | 8 місяців | ≥ 5.5.9    | Січень 2017          |                                                                   |
| 3.2    | Листопад 2016 | 8 місяців | ≥ 5.5.9    | Липень 2017          |                                                                   |
| 3.3    | Червень 2017  | 8 місяців | ≥ 5.5.9    | Січень 2018          |                                                                   |
| 3.4    | Листопад 2017 | 3 роки    | ≥ 5.5.9    | Листопад 2020        | LTS випуск.                                                       |
| 4.0    | Листопад 2017 | 8 місяців | ≥ 7.1.3    | Липень 2018          | Закінчена підтримка для HHVM                                      |
| 4.1    | Травень 2018  | 8 місяців | ≥ 7.1.3    | Січень 2019          |                                                                   |
| 4.2    | Листопад 2018 | 8 місяців | ≥ 7.1.3    | Липень 2019          |                                                                   |
| 4.3    | Травень 2019  | 8 місяців | ≥ 7.1.3    | Січень 2020          |                                                                   |
| 4.4    | Листопад 2019 | 3 роки    | ≥ 7.1.3    | Листопад 2022        | LTS випуск.                                                       |
| 5.0    | Листопад 2019 | 8 місяців | ≥ 7.2.5    | Липень 2020          |                                                                   |
| 5.1    | Травень 2020  | 8 місяців | ≥ 7.2.5    | Січень 2021          |                                                                   |
| 5.2    | Листопад 2020 | 8 місяців | ≥ 7.2.5    | Липень 2021          |                                                                   |
| 5.3    | Травень 2021  | 8 місяців | ≥ 7.2.5    | Січень 2022          | Стабільний випуск.                                                |
| 5.4    | Листопад 2021 | 3 роки    | ≥ 7.2.5    | Листопад 2024        | LTS випуск.                                                       |
| 6.0    | Листопад 2021 | 8 місяців | ≥ 8.0.2    | Січень 2023          |                                                                   |
| 6.1    |               | 8 місяців | ≥ 8.1      | Січень 2023          |                                                                   |

Symfony 1.4.X є останньою версією 1-ї гілки фреймворку. Symfony 2 це зовсім інший новий фреймворк із іншою структурою.

## Спонсори
Symfony спонсорується Sensio, французькою веб студією. Перша назва була Sensio Framework, і всі класи мали префікс sf. Пізніше, коли було прийнято рішення про запуск його як open source фреймворку, результат мозкового штурму вилився у назву symfony (перейменована на Symfony із другої версії)

## Проєкти написані на Symfony
- Delicious — У лютому 2009 року Dailymotion частково став використовувати Symfony, продовжується робота над остаточним переходом на цей каркас.
- Yahoo!Bookmarks [Архівовано 25 серпня 2013 у Wayback Machine.]
- Drupal 8 — Восьма версія популярної CMS буде включати в себе деякі компоненти LTS релізу Symfony 2.3
- eRepublic — Популярна масова багатокористувацька браузерна онлайнова гра
- eZ Publish 5
- OpenSky [Архівовано 9 листопада 2013 у Wayback Machine.]

А також багато інших проєктів.